# ヘルマン・アーベントロート
ヘルマン・パウル・マクシミリアン・アーベントロート（Hermann Paul Maximilian Abendroth, 1883年1月19日 - 1956年5月29日）は、ヨーロッパで活躍したドイツの指揮者。

## 生涯

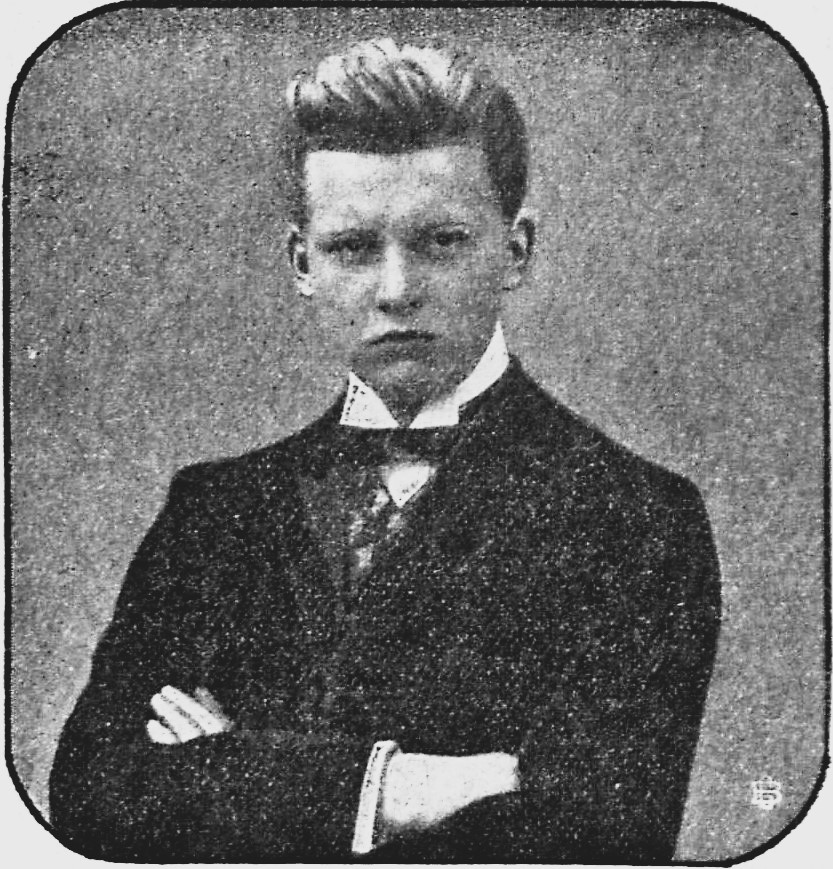
1905年、指揮者として活動をスタートした頃のアーベントロート

フランクフルト・アム・マインの大きな書籍商を営む家に生まれ、7歳からヴァイオリンを始める。
ミュンヘンで書籍商向けコースに進学。友人に芸術サークルへ誘われ、カイム管弦楽団（現ミュンヘン・フィルハーモニー管弦楽団）で演奏したりする中で指揮者を志し、書籍商を継がせるつもりであった父親の許可を得て音楽の勉強を始める。1900年からミュンヘン音楽院（現ミュンヘン音楽・演劇大学）でフェリックス・モットルに指揮法を、ルートヴィヒ・トゥイレに楽理と作曲を、ピアノをアンナ・ランゲンハム・ヒルツェルに師事した。
1905年からリューベック市でプロの指揮者としてスタートする。この時期、後に妻となったエリーザベト・ヴァルターと出会う。なお、アーベントロートの後任はヴィルヘルム・フルトヴェングラーであった。1911年から1914年までエッセン市の音楽監督を務めた。
1914年にフリッツ・シュタインバッハの職務を引き継いでケルン音楽院の院長となり、1915年から1934年までケルン・ギュルツェニヒ管弦楽団を指揮。1918年にケルン市の音楽監督に就任。1919年教授になる。当時のケルン市長だったコンラート・アデナウアーから要請を受け、ヴァルター・ブラウンフェルスと協力しケルン音楽院をケルン音楽大学とするのに協力。1922年からはベルリン国立歌劇場でも指揮し始める。1931年から1932年までボン市管弦楽団を指揮した。
ケルン市の音楽監督であった頃から外国への演奏旅行をよく行っており、ソビエト連邦（ソ連）ではモスクワやレニングラード（現サンクトペテルブルク）で指揮した。1926年から1937年までロンドン交響楽団を指揮、この時期に制作されたヨハネス・ブラームスの交響曲第1番・第4番の録音はブラームス研究の専門家も注目している。パリへもよく客演しているが、第二次世界大戦中にパリ音楽院管弦楽団を指揮した時、アルフレッド・コルトーやジネット・ヌヴーとルートヴィヒ・ヴァン・ベートーヴェンの作品で共演している。ケルンを中心に活動していた頃から客演していたオランダではアムステルダム・コンセルトヘボウ管弦楽団も指揮し、ヴォルフガング・アマデウス・モーツァルト、ベートーヴェン、フランツ・ヨーゼフ・ハイドン、グスタフ・マーラーやマックス・レーガーなどの作品を指揮した。戦後にソ連やフランスをドイツ人指揮者として最初に訪れたのも、アーベントロートである。
1934年1月、ナチス・ドイツより、「ナチスの政策に非協力的であること」「ソ連に好意的であること」「ユダヤ人社会ならびにユダヤ人とその文化に好意的であること」などの理由から、ケルン音楽大学学長などの職務を解任され、公職追放された。同年、保守派のリベラル政治家カール・ゲルデラーが市長をしていたライプツィヒに移住、ブルーノ・ワルターが亡命して空席となっていたライプツィヒ・ゲヴァントハウス管弦楽団常任指揮者に就任し、終戦まで務めた。しかし1937年にはこの職の保持と引き換えにナチスへの入党を余儀なくされる。それでもアーベントロート自身は入党に本意ではなかったことから、党大会に一度も参加しなかった。1943年と1944年のバイロイト音楽祭では『ニュルンベルクのマイスタージンガー』を指揮した。
1945年末にゲヴァントハウス管弦楽団を退任し、翌1946年よりヴァイマル音楽大学学長ならびにリスト博物館館長に就任した。また、ヴァイマル国立管弦楽団やヴァイマル国立歌劇場も指揮する。ナチス時代に禁じられていたフェリックス・メンデルスゾーンやマーラー、パウル・ヒンデミットらの作品を再びレパートリーに載せる。テューリンゲン州から1946年、枢密顧問官 (Staatsrat) の称号を与えられている。
1949年よりライプツィヒでの指揮活動を再開し、ライプツィヒ放送交響楽団首席指揮者に、1953年からは ベルリン放送交響楽団首席指揮者に就任した。1949年8月25日ドイツ民主共和国（東ドイツ）から国家賞を授与され、1952年にはベルリンのドイツ芸術院会員になった。

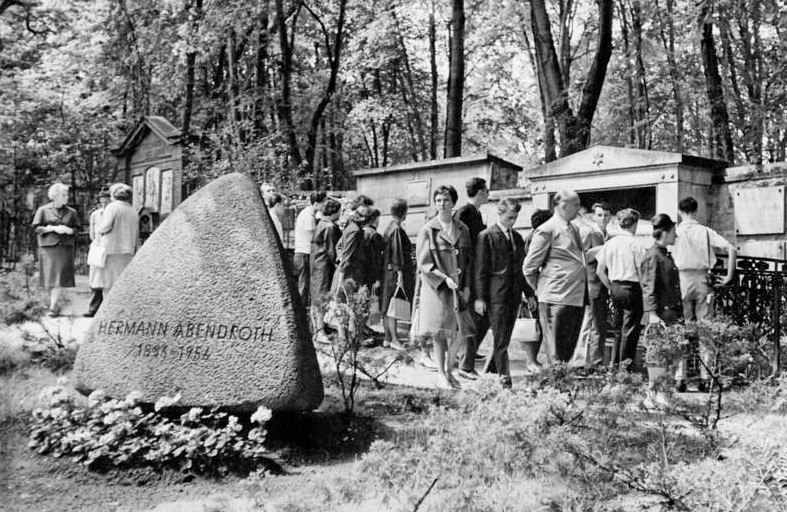
アーベントロートの墓

戦後は東ドイツに留まったが、西ドイツのオーケストラへも度々客演している。1950年5月にはかつて音楽監督を務めたケルン音楽大学での25周年記念の催しに招かれ、ギュルツェニヒ管弦楽団でアントン・ブルックナーの交響曲第3番を指揮した。1951年にはプラハの春音楽祭に東ドイツ代表として参加した（他の指揮者にはカレル・アンチェル、ヴァーツラフ・ノイマン、ヴァーツラフ・スメターチェクの他、ポーランドのグジェゴシュ・フィテルベルク、スイスのヘルマン・シェルヘンなど）。1954年から1955年まで、東ヨーロッパ各地やバルカン半島でも演奏活動を行っている。
1956年にロベルト・シューマン没後100周年記念の放送番組のために録音を行った。同年5月下旬、イェーナに演奏旅行で滞在中に脳卒中に倒れ、いったんは手術により小康状態を保つが、5月29日に病院内の庭を散策中に再び倒れ、そのまま帰らぬ人となった。葬儀は6月2日に、東ドイツにより国葬として行われた。西側、特に日本では長らく知名度が高くなかったが、1970年代に録音が数多く発掘、発売され、一躍存在がクローズアップされた。

## 演奏・レパートリー
アーベントロートのレパートリーとして今日録音によって知られているのは、主にヘンデル、ハイドン、モーツァルト、ベートーヴェン、シューベルト、シューマン、ブルックナー、ブラームスなどの交響曲などで、一般的にドイツの正統を受け継ぐ指揮者と受けとめられているが、同時代の作品も積極的に取り上げている指揮者であり、レーガー、リヒャルト・シュトラウスやヒンデミット、ブラウンフェルス、マリピエロ、ゲルスター、バツェヴィチなども積極的に取り上げた。また、チャイコフスキーやショスタコーヴィチなどロシアの作曲家の作品も指揮した。
楽譜の正確な再現を心がけた演奏から、「楽譜の代弁者」とも言われるが、ライヴ録音などではしばしば豊かな感情表現に富んだ劇的な演奏を聴かせる。オペラもよく指揮しており、ヨハン・シュトラウス2世やモーツァルト、ベートーヴェン、ワーグナー、ヴェルディ、ダルベール、プフィッツナーなども指揮した。

## 人柄
文学を愛好する教養人であり、ゲーテやシラーの作品を好んだ。ヘビースモーカーであり、朝から夜まで葉巻を口から離さなかった。ライプツィヒでは自宅から練習会場までの足に自転車を使い、庶民にも愛されていた。 
ケルン音楽院（ケルン音楽大学）やライプツィヒ音楽院（現フェリックス・メンデルスゾーン・バルトルディ音楽演劇大学ライプツィヒ）、フランツ・リスト音楽院（現リスト・フェレンツ音楽大学）などでカール・エルメンドルフ、ヨーゼフ・デュンヴァルト、ギュンター・ヴァント、ギュンター・ヘルビヒ、ヴォルフ＝ディーター・ハウシルトなど、多くの音楽家を指導している。